# Kup maršala Tita 1949.
Kup maršala Tita 1949., također poznat kao Kup Jugoslavije u nogometu 1949., bila je treća sezona Kupa Jugoslavije u nogometu nakon Drugog svjetskog rata.

U kvalifikacijama koje su vodili republički savezi, a koje su počele sredinom lipnja, sudjelovalo je 1427 ekipa; 72 kluba je stiglo do stvarnog kupa (kojim je upravljao FSJ), koji se igrao od 16. listopada do 29. studenoga 1948., kada je to bio jedini službeni nogometni događaj u jesen 1949. s obzirom na to da je kalendar prvenstva iz jesensko-proljetnog (Prva savezna liga 1948./49.) prešao u onaj koji se igrao u kalendarskoj godini (Prva savezna liga 1950.).
U kvalifikacijama su sudjelovale ekipe iz republičkih prvenstava (odnosno od treće lige naniže), nogometni klubovi industrijskih pogona, ekipe seljačkih radnih zadruga i ekipe garnizona vojske. U sam kup ušli su klubovi iz saveznih prvenstava (prve dvije lige).
Trofej je osvojila Crvena zvezda (drugi uzastopni uspjeh), svladavši u finalu Naša krila iz Zemuna.
Prema propozicijama ove godine dozvoljeno je da klubovi mogu igrati s više momčadi. Uvjet je bio da igrači prijavljeni za jednu momčad mogu u ovoj sezoni igrati samo u toj momčadi istog kluba. Odigrana je jedna utakmica. U slučaju neriješenog rezultata na kraju utakmice igrali su se produžeci, a ako i nakon toga rezultat ostane neriješen, pobjednik se odlučuje ždrijebom.

## Turnir
Kao i do sada, u prvom dijelu natjecanja za nogometni kup Jugoslavije sudjelovale su ekipe republičkih liga, nogometnih aktiva industrijskih zadruga, ekipe seljačkih radnih zadruga, ekipe garnizona JNA, da bi im se u završnom dijelu pridružile ekipe klubovi saveznih liga. Ukupan broj ekipa bio je 1427. U završnom dijelu igrale su 64 momčadi, 44 momčadi koje su to pravo izborile u kvalifikacijama te po deset klubova iz I. i II. savezne lige.

Treća godina natjecanja Kupa Maršala Tita završila je nepovoljno za favorite. Partizanove "rezerve" nisu mogle odoljeti ni Sarajevu, ni Hajduku, koji su poraženi čak 4:2. Tek u susretu s Crvenom zvezdom Partizan II je poražen s 1:2.

U drugom polufinalnom susretu ekipa Zrakoplovstva – Naša krila pobijedila je Budućnost iz Titograda minimalnim rezultatom 1:0.

Zanimljivo je da je beogradski Metalac ispao iz daljnjeg natjecanja, iako je u susretu s Našim krilima trinaest minuta prije isteka 90. minute vodio s 2:0. Naša su krila do kraja izjednačila rezultat, u nastavcima se taj rezultat nije mijenjao, a remi im je više bio naklonjen.

Slično se dogodilo i u Čačku, gdje je domaći Borac protiv Sarajeva vodio 2:0 do 78. minute, a za samo 12 minuta Sarajlije su uspjele ne samo izjednačiti, već i pobijediti.

Od 32 susreta 1. kola završnog dijela, sedam susreta je nastavljeno, a pet susreta odlučeno je ždrijebom.

Po prvi put ove godine, odredbe su dopuštale klubovima s više momčadi da sudjeluju, ali su igrači mogli braniti boje samo jedne momčadi u istoj sezoni kupa.

## Sudionici
Kao i do sada, u prvom dijelu natjecanja za nogometni kup Jugoslavije sudjelovale su ekipe republičkih liga, nogometnih aktiva industrijskih zadruga, ekipe seljačkih radnih zadruga, ekipe garnizona JNA, da bi im se u završnom dijelu pridružile ekipe klubovi saveznih liga. Ukupan broj ekipa bio je 1427. U završnom dijelu igrale su 64 ekipe: 44 republička predstavnika, 10 klubova II. lige i 10 klubova I. lige.
| rang         | Slovenija                | Hrvatska                                                                      | Bosna i Hercegovina                                             | Srbija | Srbija | Srbija               | Crna Gora                  | Makedonija                        |
| rang         | Slovenija                | Hrvatska                                                                      | Bosna i Hercegovina                                             | Vojvodina | Središnja Srbija | Kosovo               | Crna Gora                  | Makedonija                        |
| ------------ | ------------------------ | ----------------------------------------------------------------------------- | --------------------------------------------------------------- | --- | --- | -------------------- | -------------------------- | --------------------------------- |
| 1. rang      |                          | - Dinamo Zagreb - Hajduk Split - Lokomotiva Zagreb                            |                                                                 | - Sloga Novi Sad | - Crvena zvezda - Metalac Beograd - Naša krila - Partizan |                      | - Budućnost                |                                   |
| 2. rang      | - Odred Ljubljana        | - Metalac Zagreb - Mornar Split - Proleter Osijek                             | - Sarajevo                                                      | - Dinamo Pančevo - Spartak Subotica | - Podrinje Šabac |                      |                            | - Dinamo Skoplje - Vardar Skoplje |
| 3. rang      | - Branik Maribor - Nafta | - Kvarner Rijeka - Milicioner Zagreb - Naprijed Sisak - Šibenik - Zagreb      | - Radnik Bijeljina - Velež Mostar - Željezničar Sarajevo        | - 6. oktobat Kikinda - Proleter Zrenjanin - Srem | - FK Beograd - Borac Čačak - Napredak Kruševac | - Jedinstvo Priština |                            | - Rabotnički Skoplje              |
| Niži rangovi | - Jadran Ljubljana       | - Dinamo Vinkovci - Garnizon JNA Pula - Jedinstvo Čakovec - Proleter Osijek Ⅱ | - Bratstvo Travnik - Jedinstvo Trebinje - Sloboda Bosanski Novi | - Bačka B. Palanka - Bratstvo Ada - Egység/Jedinstvo Novi Sad - Garnizon JNA Novi Sad - Jedinstvo Topola - Mladost B. Petrovac - Proleter Stari Bečej | - Dinamo Zaječar - Mladi radnik Požarevac - Nikčević Svetozarevo - Partizan Ⅱ - Radnički Beograd - Radnički Kragujevac - Radnički Niš - Sloga Petrovac - Vlasina |                      | - Garnizon JNA Danilovgrad | - Garnizon JNA Kičevo             |

## Prvo kolo
Ponziana se povukala iz jugoslavenskih natjecanja i ušla u talijanska. Utakmice su odigrane 16. listopada 1949. godine
| Domaći sastav              |   | Gostujući sastav           | Rezultat    | Napomene                       |
| -------------------------- | - | -------------------------- | ----------- | ------------------------------ |
| Crvena zvezda (Beograd)    | – | Željezničar (Sarajevo)     | 4:1 (prod.) |                                |
| Radnički (Niš)             | – | Sloga (Novi Sad)           | 1:3         |                                |
| Vardar (Skoplje)           | – | Dinamo (Zagreb)            | 1:3         |                                |
| Rabotnički (Skoplje)       | – | Proleter (Zrenjanin)       | 1:3         |                                |
| Milicioner (Zagreb)        | – | Garnizon JNA (Kičevo)      | 9:0         |                                |
| 6. Oktobar (Kikinda)       | – | Velež (Mostar)             | 3:0         |                                |
| Jadran (Ljubljana)         | – | Podrinje (Šabac)           | 2:2 (prod.) | ždrijebom Jadran               |
| Budućnost (Titograd)       | – | Radnički (Beograd)         | 1:1 (prod.) | ždrijebom Budućnost (Titograd) |
| Partizan (Beograd)         | – | FD Zagreb (Zagreb)         | 8:0         |                                |
| SDM Sarajevo (Sarajevo)    | – | Jedinstvo (Priština)       | 9:0         |                                |
| Napredak (Kruševac)        | – | Spartak (Subotica)         | 3:2         |                                |
| Naša krila (Zemun)         | – | Proleter II (Osijek)       | 4:0         |                                |
| Radnički (Kragujevac)      | – | Branik (Maribor)           | 3:0         |                                |
| FD Beograd (Beograd)       | – | Metalac (Zagreb)           | 1:3         |                                |
| Garnizon JNA (Novi Sad)    | – | Metalac (Beograd)          | 1:4         |                                |
| Lokomotiva (Zagreb)        | – | Proleter (Osijek)          | 6:3         |                                |
| Garnizon JNA (Pula)        | – | Partizan II (Beograd)      | 0:5         |                                |
| Jedinstvo (Čakovec)        | – | Dinamo (Skoplje)           | 2:0         |                                |
| Nikčević (Svetozarevo)     | – | Vlasina (Vlasotince)       | 1:0         |                                |
| Sloboda (Bosanski Novi)    | – | Egység (Novi Sad)          | 1:5         |                                |
| Jedinstvo (Bačka Topola)   | – | Kvarner (Rijeka)           | 5:1         |                                |
| Nafta (Donja Lendava)      | – | Radnik (Bijeljina)         | 2:3         |                                |
| Bačka (Bačka Palanka)      | – | Dinamo (Pančevo)           | 1:1 (prod.) | ždrijebom Dinamo (Pančevo)     |
| Mladost (Bački Petrovac)   | – | Borac (Čačak)              | 0:1         |                                |
| Mladi Radnik (Požarevac)   | – | Bratstvo (Ada)             | 4:0         |                                |
| Naprijed (Sisak)           | – | FD Šibenik (Šibenik)       | 5:1         |                                |
| Garnizon JNA (Danilovgrad) | – | Jedinstvo (Trebinje)       | 0:0 (prod.) | ždrijebom Jedinstvo (Trebinje) |
| Dinamo (Vinkovci)          | – | Sloga (Petrovac na Mlavi)  | 5:1         |                                |
| Proleter (Stari Bečej)     | – | Mornar (Split)             | 1:4         |                                |
| Bratstvo (Travnik)         | – | Odred (Ljubljana)          | 2:1         |                                |
| Dinamo (Zaječar)           | – | Srem (Srijemska Mitrovica) | 1:1 (prod.) | ždrijebom Srem                 |
| Hajduk (Split)             | – | Ponziana (Trst)            |             | par forfe                      |

## Šesnaestina završnice
Utakmice su odigrane 23. listopada 1949. godine
| Domaći sastav           |   | Gostujući sastav           | Rezultat    | Napomene |
| ----------------------- | - | -------------------------- | ----------- | -------- |
| Bratstvo (Travnik)      | – | Radnik (Bijeljina)         | 0:3         |          |
| Radnički (Kragujevac)   | – | Partizan II (Beograd)      | 1:4         |          |
| Borac (Čačak)           | – | SDM Sarajevo (Sarajevo)    | 2:4         |          |
| Proleter (Zrenjanin)    | – | Sloga (Novi Sad)           | 1:2         |          |
| Nikčević (Svetozarevo)  | – | Srem (Srijemska Mitrovica) | 0:5         |          |
| Budućnost (Titograd)    | – | Naprijed (Sisak)           | 3:0         |          |
| Lokomotiva (Zagreb)     | – | Mornar (Split)             | 3:2 (prod.) |          |
| Naša krila (Zemun)      | – | Jadran (Ljubljana)         | 7:0         |          |
| Jedinstvo (Trebinje)    | – | Milicioner (Zagreb)        | 0:5         |          |
| Crvena zvezda (Beograd) | – | Metalac (Zagreb)           | 3:1         |          |
| Partizan (Beograd)      | – | Napredak (Kruševac)        | 3:2         |          |
| Hajduk (Split)          | – | Eđšeg (Novi Sad)           | 6:1         |          |
| Metalac (Beograd)       | – | Dinamo (Zagreb)            | 2:1 (prod.) |          |
| Jedinstvo (Čakovec)     | – | Mladi Radnik (Požarevac)   | 7:5         |          |
| 6. Oktobar (Kikinda)    | – | Jedinstvo (Bačka Topola)   | 3:2         |          |
| Dinamo (Pančevo)        | – | Dinamo (Vinkovci)          | 4:0         |          |

## Osmina završnice
Utakmice su odigrane 6. studenog 1949. godine
| Domaći sastav           |   | Gostujući sastav           | Rezultat    | Napomene             |
| ----------------------- | - | -------------------------- | ----------- | -------------------- |
| Crvena zvezda (Beograd) | – | Dinamo (Pančevo)           | 4:0         |                      |
| Milicioner (Zagreb)     | – | Srem (Srijemska Mitrovica) | 4:1         |                      |
| SDM Sarajevo (Sarajevo) | – | Partizan II (Beograd)      | 0:1         |                      |
| Hajduk (Split)          | – | 6. Oktobar (Kikinda)       | 7:3         |                      |
| Sloga (Novi Sad)        | – | Radnik (Bijeljina)         | 2:0         |                      |
| Jedinstvo (Čakovec)     | – | Budućnost (Titograd)       | 1:2         |                      |
| Metalac (Beograd)       | – | Naša krila (Zemun)         | 2:2 (prod.) | ždrijebom Naša krila |
| Partizan (Beograd)      | – | Lokomotiva (Zagreb)        | 4:3 (prod.) |                      |

## Četvrtzavršnica
Utakmice su odigrane 20. studenog 1949. godine
| Domaći sastav           |   | Gostujući sastav    | Rezultat    | Napomene |
| ----------------------- | - | ------------------- | ----------- | -------- |
| Crvena zvezda (Beograd) | – | Milicioner (Zagreb) | 3:1         |          |
| Partizan II (Beograd)   | – | Hajduk (Split)      | 4:2         |          |
| Budućnost (Titograd)    | – | Sloga (Novi Sad)    | 2:1 (prod.) |          |
| Naša krila (Zemun)      | – | Partizan (Beograd)  | 3:1         |          |

## Poluzavršnica
Utakmice su odigrane 27. studenog 1949. godine
| Domaći sastav           |   | Gostujući sastav      | Rezultat | Napomene |
| ----------------------- | - | --------------------- | -------- | -------- |
| Crvena zvezda (Beograd) | – | Partizan (Beograd) II | 2:1      |          |
| Naša krila (Zemun)      | – | Budućnost (Titograd)  | 1:0      |          |

## Završnica

### Susret
| 29. studenog 1949.                   |             |                               |                                                                                |
| Crvena zvezda                        | 3:2         | Naša krila                    | Stadion JNA, Beograd Broj gledatelja: 50.000 Sudac: Miljenko Podupski (Zagreb) |
| Ognjanov 17' Takač 76' Tomašević 87' | (izvještaj) | 81' Borović 88' (ag) Đurđević | Stadion JNA, Beograd Broj gledatelja: 50.000 Sudac: Miljenko Podupski (Zagreb) |

| CRVENA ZVEZDA:       |   |                         |
|                      |   |                         |
| VRA                  | 1 | Srđan Mrkušić           |
|                      |   | Branko Stanković        |
|                      |   | Mladen Kašanin          |
|                      |   | Bela Palfi              |
|                      |   | Milivoje Đurđević       |
|                      |   | Predrag Đajić           |
|                      |   | Tihomir Ognjanov        |
|                      |   | Rajko Mitić             |
|                      |   | Kosta Tomašević         |
|                      |   | Josip Takač             |
|                      |   | Branislav Vukosavljević |
| Trener:              |   |                         |
| Aleksandar Tomašević |   |                         |

| NAŠA KRILA:         |   |                     |
|                     |   |                     |
| VRA                 | 1 | Živko Popadić       |
|                     |   | Dragiša Filipović   |
|                     |   | Miroslav Jovanović  |
|                     |   | Milan Kobe          |
|                     |   | Ivan Zvekanović     |
|                     |   | Vladimir Adamović   |
|                     |   | Aleksandar Panić    |
|                     |   | Lenko Grčić         |
|                     |   | Aleksandar Petrović |
|                     |   | Siniša Zlatković    |
|                     |   | Franc Borović       |
| Trener:             |   |                     |
| Nenad Radosavljević |   |                     |

## Poveznice
- Prva savezna liga 1948./49.
- Druga savezna liga 1948./49.
- 3. ligaški rang 1948./49.

## Vanjske poveznice
- RSSSF
- Jugoslavija - Detalji finala Kupa 1947.-2001
- exyufudbal.in.rs
- lavkup.com